# Ballantiophora innotata
Ballantiophora innotata är en fjärilsart som beskrevs av W. Warren 1894. Ballantiophora innotata ingår i släktet Ballantiophora och familjen mätare. Inga underarter finns listade i Catalogue of Life.